# مارتا ریوز
مارتا رُز ریوز (انگلیسی: Martha Rose Reeves؛ زادهٔ ۱۸ ژوئیه ۱۹۴۱) خوانندهٔ آر اند بی و پاپ آمریکایی است. او خواننده اصلی گروه دخترانهٔ موتاون مارتا و واندلاس است که بیش از دوازده تک‌آهنگ موفق از جمله «رقصیدن در خیابان» را منتشر کردند.
مارتا ریوز و واندلاس در سال ۱۹۹۵ وارد تالار مشاهیر راک اند رول شدند. در سال ۲۰۲۳، رولینگ استون، ریوز را در رتبه ۱۵۱ در فهرست ۲۰۰ خواننده برتر تمام دوران قرار داد.